# Bad Girls (1981)
Bad Girls ist US-amerikanischer Klassiker des Pornofilms aus dem Jahr 1981. Er belegt Platz 30 auf der AVN Liste der „101 Greatest Adult Tapes of All Time“. Er wurde in die „XRCO Hall of Fame“ aufgenommen.

## Handlung
Der Film handelt von vier Frauen (Angie, Kate, Chrissy und Bo), die für ein Wochenende in den Wäldern einen Camping-Urlaub machen. Sie werden von einer geheimen Gesellschaft beobachtet, die schöne Frauen entführt, um sie als Liebessklaven zu trainieren. 

## Wissenswertes
- Der Film enthält die wohl einzigen Hardcore-Szenen der Schauspielerin Michelle Bauer.
- S/M-Praktiken und sieben Sexszenen, die neben einer Lesbenszene auch eine Orgie beinhalten.
- Der Trailer zum Film ist auf Youtube zu sehen.

## Auszeichnungen
- XRCO Hall of Fame